# Soins continus Bruyère

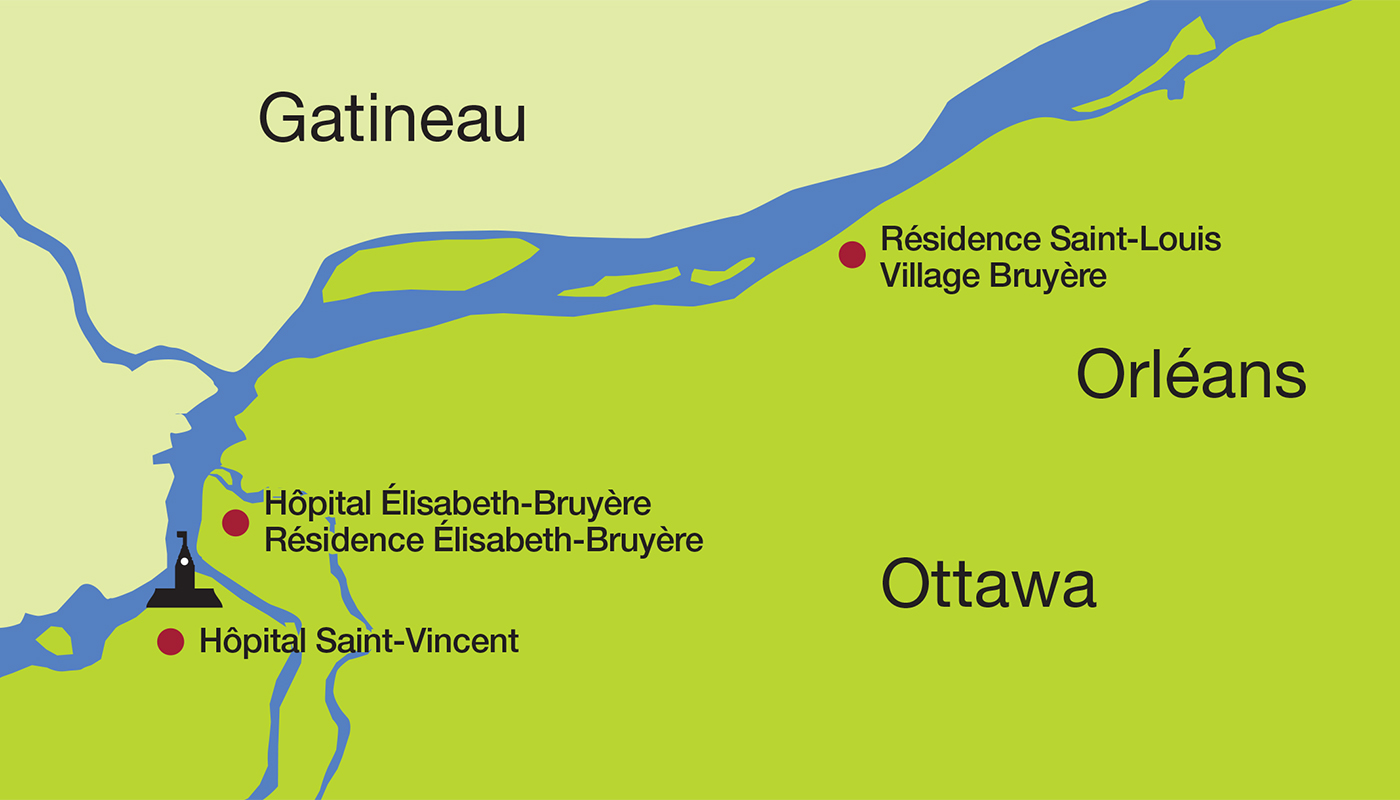
Les sites de Bruyère

Soins continus Bruyère est un organisme de soins de santé universitaire bilingue, dont les établissements sont répartis sur trois sites géographiques dans la région de Champlain.

## Historique
Bruyère a été fondé en 1845 par Mère Élisabeth Bruyère, une femme engagée, venue à Bytown pour aider les pauvres, les malades et les personnes âgées. S’appuyant sur son héritage, Bruyère poursuit sa mission en fournissant des soins continus complexes, de la réadaptation pour victimes d’accidents vasculaires cérébraux et de la réadaptation gériatrique, des soins palliatifs et de longue durée, ainsi que des soins de médecine familiale. En outre, Bruyère met à la disposition des aînés des logements abordables avec services de soutien et une grande variété de services et de soins ambulatoires répondant aux besoins de la population vieillissante.
En 2015, Bruyère obtient son agrément auprès d’Agrément Canada. L’équipe de la haute direction est dirigée par son président-directeur général, Daniel Levac, qui relève du conseil d’administration de Bruyère, présidé par John Riddle.
Les Sœurs de la Charité, depuis plus de 170 ans, forment la base des soins de santé dans la capitale nationale. C’est devant leur chapelle du 25, rue Bruyère, à l’intersection de la promenade Sussex à Ottawa, que la Fiducie du patrimoine ontarien a posé une plaque en mémoire d’Élisabeth Bruyère.

## En chiffres (2016)
- Employés : 2 045[7]
- Médecins : 67
- Bénévoles : 854
- Étudiants : 1 359
- Lits : 706
- Équipe de santé familiale universitaire Bruyère : 54 377 visites-patients
- Cliniques et programmes ambulatoires : 37 542 visites-patients
- Village Bruyère : 227 appartements pour aînés

## Hôpital Élisabeth-Bruyère
L’Hôpital Élisabeth-Bruyère est l’un des premiers hôpitaux à avoir vu le jour à Ottawa. Le bâtiment historique en pierre fut achevé en 1845 sur la rue Bruyère et constituait alors l’Hôpital général d’Ottawa. Cet hôpital est l’un des plus grands de la région à offrir aux patients hospitalisés des soins de réadaptation sur un seul et même site. L’Hôpital Élisabeth-Bruyère abrite l’une des plus importantes unités de soins palliatifs universitaires au Canada. Les soins palliatifs constituent une approche visant à améliorer la qualité de vie des patients et des familles qui sont aux prises avec une maladie limitant l’espérance de vie. En plus de fournir des soins aux patients en milieu communautaire, le programme de médecine familiale assure la formation des étudiants de diverses professions et des résidents en médecine. Par ailleurs, l’Hôpital Élisabeth-Bruyère offre des programmes et des cliniques ambulatoires au service la collectivité ; par exemple l’Hôpital de jour gériatrique John-et-Jennifer-Ruddy et le Programme de la mémoire Bruyère. La Résidence Élisabeth-Bruyère est un foyer de soins de longue durée doté de 71 lits qui s'ajoutent à ceux de l’Hôpital Élisabeth-Bruyère

## Hôpital Saint-Vincent

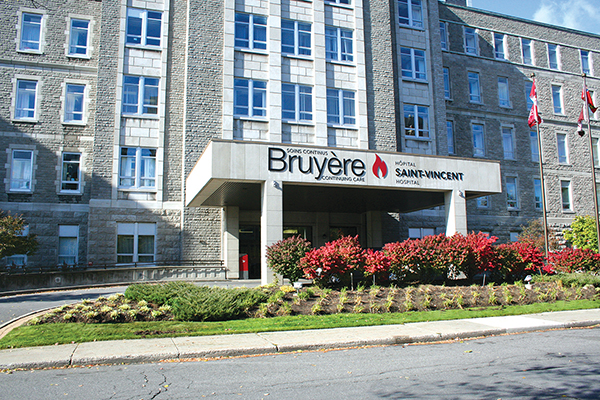
Hôpital Saint Vincent

Fondé en 1924, l’hôpital qui porta d’abord le nom « Maison Saint-Vincent » était situé sur l’avenue King Edward à Ottawa. En 1932, il a été pris en charge par les Sœurs grises de la Croix et déménagé à son emplacement actuel sur la rue Cambridge Nord. L’hôpital a été l’objet d’importants projets de construction et de rénovation en 1954 et en 2002. Le programme spécialisé de cet hôpital est conçu pour les patients atteints de problèmes de santé complexes et dont l’état exige l’hospitalisation, l’évaluation et les soins infirmiers et médicaux  sur une base continue, ainsi qu’une gestion active de leurs soins par du personnel spécialisé. Le programme vise à renforcer et à maintenir les capacités des patients nécessitant des soins complexes en leur fournissant les services et le soutien requis afin qu’ils puissent, dans la mesure du possible, retourner vivre dans la collectivité.

## Résidence Saint-Louis

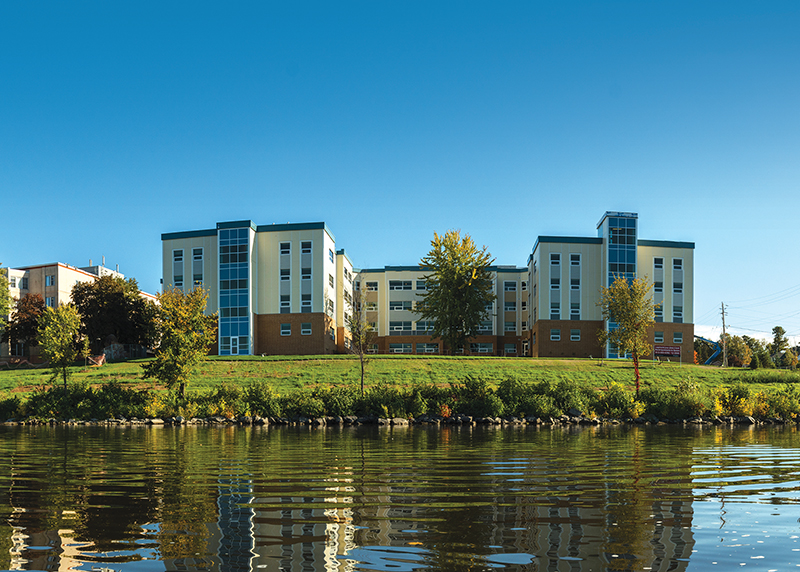
Résidence Saint Louis

Dans leur quête en faveur des soins aux personnes âgées, les Sœurs de la Charité d’Ottawa ouvrirent l’Hospice Saint-Charles sur la rue Cathcart en 1871. Puis, en 1954, la Villa Saint-Louis ouvrit ses portes sur les berges de la rivière des Outaouais à Orléans. La vaste résidence pouvait accueillir 90 personnes et servait de lieu de répit pour les religieuses et les infirmières. Le soir du 15 mai 1956, un appareil CF-100 s’écrasa sur la villa après une mission de reconnaissance, faisant quinze victimes parmi lesquelles onze religieuses, un aumônier, un aide-cuisinier, le pilote et le navigateur de l’appareil. 
Le bâtiment fut reconstruit et c’est ainsi qu’en 1966, la Résidence Saint-Louis ouvrait ses portes à ses premiers résidents qui venaient de l’Hospice Saint-Charles. Cette résidence est un foyer de soins de longue durée francophone doté de 198 lits, désigné organisme vedette en matière de pratiques exemplaires par l’Association des infirmières et infirmiers autorisés de l’Ontario. En 2012, on édifia le Village Bruyère sur cette même propriété. Il s’agit d’un complexe résidentiel mis sur pied pour répondre aux besoins de la population âgée et de la collectivité en fournissant des appartements pour aînés autonomes et semi-autonomes. Adjacents à la Résidence Saint-Louis, ces appartements favorisent le vieillissement en santé grâce à ses activités et programmes spécialisés.

## Fondation Bruyère
La Fondation Bruyère est l’organe de financement de Soins continus Bruyère. La Fondation Bruyère est dirigée par sa présidente, Peggy Taillon, et gouvernée par un conseil d’administration, présidé par Fiona Gilfillan.

## Institut de recherche Bruyère
L’Institut de recherche Bruyère, un partenariat entre Soins continus Bruyère et l’Université d'Ottawa, soutient les chercheurs et les étudiants dans leurs travaux pour trouver des solutions visant à améliorer la santé et les soins de santé des Canadiens âgés et fragiles. De façon plus particulière, les travaux de l’Institut portent principalement sur cinq programmes de distinction : 
- Données probantes
- Évaluation du système de la santé
- Santé du cerveau
- Gériatrie et réadaptation
- Soins primaires

L’Institut de recherche Bruyère profite de son statut en tant qu’université (l’Université d’Ottawa) et centre de santé universitaire multiservice spécialisé en soins continus (Bruyère et la Fondation Bruyère) pour travailler en collaboration avec la collectivité et ses partenaires en soins de longue durée.
Le conseil d’administration de l’Institut de recherche Bruyère en place comprend des représentants de l’Université d’Ottawa, de Soins continus Bruyère et de la collectivité. Le président-directeur général relève du conseil d’administration de l’Institut de recherche Bruyère et il est aussi le vice-président de la recherche à Soins continus Bruyère.